# Arenaria jussiaei
Arenaria jussiaei är en nejlikväxtart som beskrevs av Jacques Cambessèdes och St. Hil. Arenaria jussiaei ingår i släktet narvar, och familjen nejlikväxter. Inga underarter finns listade i Catalogue of Life.